# Viki Miljković
Viki Miljković, pseudonimo di Violeta Miljković (in serbo Виолета Миљковић?; Niš, 18 dicembre 1974), è un personaggio televisivo e cantante serba.
La sua carriera discografica è iniziata negli anni novanta e ad oggi conta dieci album pubblicati. Dal 2015, è giudice e mentore nel talent show musicale Zvedze Granda.

## Biografia
Violeta, figlia di Zorka e Svetomir Miljković, è nata a Niš. Nella città natale ha terminato la scuola elementare "Maršal Tito" e il liceo musicale "Dr. Vojislav Vučković". Ha frequentato in seguito l'Università di Priština, dove si è diplomata in arti musicali.
Dopo essere stata scoperta dal duo di autori Marina Tucaković e Aleksandar Radulović, ha pubblicato il suo album di debutto Loša sreća nel 1992, sotto Diskos. Tuttavia, è stato solo con la pubblicazione del suo secondo album Hajde vodi me odavde e la hit Nikom nije lepše nego nama che l'anno successivo la cantante ha ottenuto un significativo successo. La sua carriera musicale ha raggiunto l'apice nei primi anni 2000 con l'album Mariš li, di cui ben cinque canzoni sono diventate dei grandissimi successi, e Mahi, mahi pubblicati da Grand Production. Nel 2006, ha tenuto il suo primo concerto da solista a Belgrado. Nell'estate del 2012, ha lanciato uno dei suoi più grandi successi, ossia la canzone Rumba, in collaborazione con Costi Ioniță. Quest'ultima è diventata un grande tormentone estivo in varie nazioni d'Europa, riportando la cantante ai vertici della scena musicale balcanica come nel 2006.
Dal 2015 partecipa al talent show musicale Zvedze Granda come giudice e mentore. Nella quindicesima edizione del 2022, è stata mentore del concorrente vincente Nermin Handžić.
Nel 2007 ha sposato il musicista Dragan Tašković ″Taške″ e nell'ottobre dello stesso anno ha dato alla luce il figlio Andrej.

## Discografia

### Album
- 1992 – Loša sreća
- 1994 – Hajde vodi me odavde
- 1995 – Svadbe nece biti
- 1996 – Tunel
- 1997 – Kud puklo da puklo
- 1998 – Okrećem ti ledja, tugo
- 2001 – Godine
- 2003 – Mariš li
- 2005 – Mahi, mahi
- 2009 – Ovde se ne plače

### Singoli

#### Come artista principale
- 2012 – Rumba (con Costi)
- 2013 – Čiki Liki Lajla
- 2013 – Dosadno (con Dj Spaz e Costi)
- 2015 – Ono nesto
- 2016 – Mene loše dobro zna
- 2016 – Mogu, Mogu
- 2016 – Opa, Opa
- 2018 – Srce koje voli (con Beca Fantastic)

#### Come artista ospite
- 2004 – Zehra-Zasto (Badan feat. Viki Miljković)
- 2013 – Samo namigni (Dado Polumenta feat. Viki Miljković)
- 2021 – Četiri strane sveta (Suzana Jovanović feat. Viki Miljković)